# 滉達富控股
滉達富控股有限公司，簡稱滉達富控股（英語：Quali-Smart Holdings Limited，港交所：1348），於1996年由劉浩銘（主席）、潘熙聖（退任），以及李敏儀創立名為「滉達實業有限公司」。
總部當時位於香港柴灣祥利街18號祥達中心19樓3室，現時總部位於香港荃灣海盛路3號TML廣場19樓C座，以及中國廣東省佛山市南海區獅山鎮官窯官和路南38號。業務於中國和全球經營生產及銷售玩具產品。
而股份則在2013年1月23日於港交所主板上市。招股價為1.5港元，全球發行為6000萬股，集資額為9000萬港元。
2018年2月25日中泰證券旗下中泰國際投資集團連同其一致行動人士以每股定價0.35元，認購滉達富(1348)合共22.83億股股份，涉及總代價約8億元，經配發及發行認購股份而擴大之已發行股本約60.77%。

## 連結
- Quali-Smart.com.hk